# Elke Krystufek
Elke Silvia Krystufek (rojena 1970) je avstrijska konceptualna umetnica, ki živi in dela v Berlinu in na Dunaju. Deluje na različnih področjih, kot so na primer slikarstvo, kiparstvo, video in perfromans umetnost.

## Življenje
Elke Krystufek je študirala na Akademije za umetnost na Dunaju v zgodnjih 90. letih. V preteklosti se je zgledovala po različnih avstrijskih umetnikih – od Egona Schielea do dunajskih akcionistov in Valie Export – ki so v umetnosti raziskovali seksualnost.

## Delo
Njena zbirka slik v obliki razglednic, imenovana "Jaz sme tvoje ogledalo", je navdihnila dokumentarno delo fotografinje Nano Goldin in “Atlas” nemškega slikarja Gerharda Richtera. Z razstavo “Liquid Logic”, je takratni režiser Peter Noever, Elki omogočil dostop do vseh skladišč Muzeja uporabne umetnosti na Dunaju in MAK-a. Risala je primerjave med tematsko razporejenimi predmeti iz muzejske zbirke, ki so le redko na voljo za javnosti. Poleg tega je tudi odkrila primerjave med njenim delom in biografijo nizozemsko-ameriškega umetnika Basa Jan Aderja. Odlomki filma, ki ga je posnela v povezavi z razstavo na Velikonočnem otoku so na voljo na YouTubu, kot del ozadja govora, ki ga je povedala leta 2009 v Muzeju v Brooklynu v New Yorku. Leta 2009 je predstavljala Avstrijo na 53. beneškem bienalu v avstrijskem paviljonu skupaj z Dorito Margreiter ter Franzisko in Loisom Weinbergerjem. Na tej predstavi se je ukvarjala z redkim umetniško-zgodovinski fenomenom nagega moškega modela, ki ga je naslikala heteroseksualna ženska in s poslednjim filmom Friedricha Wilhelma Murnaua, Tabu. Od njene razstave v galeriji umetnosti v Los Angelesu, galerija od tedaj naprej nudi tudi ogled del arhiva Elke Krystufek o temi imigracije. 13. aprila 2011, se je v gledališču Garage X na Petrovem trgu na Dunaju odvila premiera njene prve gledališke igre z naslovom Hub. 27. maja isto leto je bila njena skulptura na prostem v grajskem parku Grafenegg z naslovom Zid tišine uničena na pobudo Tassila Metternicha-Sándora. Dokumentacija uničenja in del skulpture sta na voljo v Spodnjem avstrijskem državnem muzeju. Za november 2012 je bil v Haus am Waldsee v Berlinu načrtovan obsežen pregled dela v zvezi s krajinskim slikarstvom.